# خانقاه (خوي)
خانقاه هي قرية في مقاطعة خوي، إيران. عدد سكان هذه القرية هو 460 في سنة 2006.